# Каллипп (тиран)
Каллипп (др.-греч. Κάλλιππος; убит в 352/351 году до н. э., Регий) — тиран Сиракуз в 354—352/351 годах до н. э. Был уроженцем Афин, подружился с Дионом и вместе с ним отправился на Сицилию. Принял участие в свержении сиракузского тирана Дионисия Младшего, но позже организовал убийство Диона и сам захватил власть. В результате восстания Каллипп был свергнут. Позже его убили собственные наёмники.

## Биография
Каллипп, сын Филона, был афинянином и принадлежал к дему Эксоны. По данным Афинея и Диогена Лаэртского, он учился у Платона вместе с сиракузянином Дионом. Однако сам Платон в одном из своих писем упоминает (без имён) двух друзей Диона, последовавших за ним из Афин, а позже участвовавших в его убийстве. «Друзьями они стали не благодаря общим занятиям философией, — сообщает автор письма, — но на почве обычного приятельства». Плутарх был уверен, что речь здесь идёт о Каллиппе, и некоторые антиковеды считают это вполне вероятным; в этом случае ни Каллипп, ни его брат Гиппофал явно не могут считаться учениками Платона. В любом случае известно, что Дион, изгнанный из Сиракуз своим зятем Дионисием Младшим, жил в доме Каллиппа и был посвящён в те же религиозные таинства. Это и могло стать основой для дружбы.
В 361 году до н. э. Каллипп служил в афинском флоте. Он попытался на своём корабле в нарушение закона доставить из Мефоны на Фасос изгнанника Каллистрата; ему помешали это сделать, а позже, между 360 и 357 годами до н. э., Каллипп был привлечён к суду (возможно, именно из-за этой истории). Обвинительного приговора он смог избежать, уйдя в добровольное изгнание: Каллипп последовал на Сицилию за Дионом, решившим свергнуть Дионисия с помощью набранных в Греции наёмников. Каллипп отличился во многих боях с армией тирана, благодаря чему при вступлении в Сиракузы шёл рядом с Дионом, с венком на голове. Однако позже отношения между друзьями испортились. Дион явно взял курс на создание олигархического режима, а вождь сиракузской демократии Гераклид был убит с его одобрения. В этой ситуации Каллипп организовал заговор (Плутарх пишет, что сыграла свою роль взятка, полученная Каллиппом от Дионисия). Сестра и жена Диона (Аристомаха и Арета соответственно) узнали об этом заговоре и заставили Каллиппа поклясться, что он не сделает ничего плохого. Тем не менее вскоре он привёл к дому Диона отряд вооружённых людей; несколько наёмников с Закинфа вошли в дом и убили Диона.
Теперь власть над Сиракузами перешла к Калиппу (354 год до н. э.). Демос это приветствовал, так как Диона давно подозревали в тиранических замашках; афиняне славили своего соотечественника как освободителя Сиракуз. Каллипп решил расширить свои владения за счёт сицилийских городов, которые по-прежнему контролировались Дионисием. Он занял Катану, но в Сиракузах в это самое время ситуация вышла из под контроля. Сначала произошло восстание друзей Диона, которое было подавлено; потом в городе появился с войском Гиппарин — сын Дионисия Старшего и племянник Диона, захвативший власть. Каллипп, несмотря на это, продолжал свой поход. Он напал на Мессану, потерпел поражение, но смог занять Регий на противоположном берегу пролива. Обоим городам Каллипп предоставил автономию. Из-за потери Сиракуз он потерял и источник финансирования армии, так что в Регии он, по словам Плутарха, «бедствовал сам и заставлял бедствовать наёмников». Наконец, двое военных, Лептин и Полисперхонт, убили Каллиппа. Он погиб от того же кинжала, которым когда-то был убит Дион: оружие узнали «по длине (он был короткий, спартанского образца) и по искусной, богатой отделке».

## Оценки личности и деятельности
Античные авторы характеризуют Каллиппа негативно. Плутарх называет его «нечестивцем», который «гнусно приобрёл власть и могущество», Корнелий Непот — «коварным и ловким интриганом, человеком без чести и совести». Демосфен, лично знавший Каллиппа, отзывается о нём как о человеке очень неприятном.
В историографии существуют полярные мнения о Каллиппе: его считают или властолюбцем и преступником, или сторонником демократии, пытавшимся спасти Сицилию от возврата к тирании и большой войны. Исследователь Гельмут Берве отметил, что Каллипп не использовал репрессивные методы управления и что Сиракузы при Дионе в любом случае скатывались к полному хаосу.